# John Murphy (kompositör)
John Murphy, född 4 mars 1965 i Liverpool, är en brittisk kompositör, som främst arbetar inom filmmusik. Han är en självlärd multiinstrumentalist som påbörjade sin karriär på 1980-talet genom att arbeta med The Lotus Eaters, Thomas Lang, och Claudia Brücken. Han har även arbetat med regissörer som Danny Boyle, Guy Ritchie, Michael Mann, Matthew Vaughn, Stephen Frears och James Gunn.
Murphy är känd för bland annat musiken till Guy Ritchies Lock, Stock and Two Smoking Barrels, Michael Manns Miami Vice och Matthew Vaughns Kick-Ass, samt till flera filmer av Danny Boyle. Hans instrumentala spår "In the House – In a Heartbeat" och "Adagio in D Minor", som kommer från filmerna 28 dagar senare och Sunshine, har använts i flera TV-program, reklamfilmer och filmtrailers.

## Bakgrund
John Murphy föddes i Liverpool, år 1965. Han började arbeta med filmmusik i början av 1990-talet, och fick år 1998 tillsammans med den före detta OMD-medlemmen David Hughes, framgångar med soundtracket till filmen Lock, Stock and Two Smoking Barrels. Han gjorde sedan musiken till Snatch år 2000, för att sedan ta sig an Danny Boyles tre filmer 28 dagar senare, 28 veckor senare och Sunshine, där den sistnämnda var ett samarbete med den brittiska musikgruppen Underworld.
År 2006 var Murphy kompositör på Michael Manns actionkriminalare Miami Vice. 2009 stod han som kompositör på nyinspelningen av skräckfilmen The Last House on the Left. 2010 komponerade han musiken till filmen Kick-Ass, som är baserad på den tecknade Marvelserien med samma namn.
År 2019 var Murphy kompositör på BBC:s miniserie Les Misérables, samt The Suicide Squad år 2021.

## Diskografi (i urval)

### Filmer
- 1998 – Vem är Howard Spitz?
- 1998 – Lock, Stock and Two Smoking Barrels (med David Hughes)
- 1999 – One More Kiss (med David Hughes)
- 1999 – The Bachelor (med David Hughes)
- 2000 – Snatch
- 2000 – Liam
- 2000 – Chain of Fools
- 2001 – Att dammsuga helnäck i paradiset
- 2001 – Mean Machine
- 2002 – New Best Friend (med David Hughes)
- 2002 – City by the Sea
- 2002 – 28 dagar senare
- 2002 – Friday After Next
- 2003 – Intermission
- 2004 – The Perfect Score
- 2004 – Millions
- 2005 – Guess Who
- 2005 – The Man
- 2006 – Basic Instinct 2
- 2006 – Miami Vice
- 2007 – Sunshine (med Underworld)
- 2007 – 28 veckor senare
- 2009 – The Last House on the Left
- 2009 – Armored
- 2010 – Kick-Ass (med Henry Jackman, Marius de Vries och Ilan Eshkeri)
- 2021 – The Suicide Squad (ersättare för Tyler Bates)
- 2023 – Guardians of the Galaxy Vol. 3
- 2025 – Superman

### TV-serier
- 2018 – Les Misérables (TV-serie)
- 2022 – Peacemaker (TV-serie)
- 2022 – The Guardians of the Galaxy Holiday Special (TV-serie)